# Exilisia subfusca
Exilisia subfusca är en fjärilsart som beskrevs av Freyer 1912. Exilisia subfusca ingår i släktet Exilisia och familjen björnspinnare. Inga underarter finns listade i Catalogue of Life.